# George Heneage Lawrence Dundas

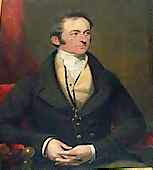
George Heneage Lawrence Dundas

George Heneage Lawrence Dundas CB (* 8. November 1778; † 7. Oktober 1834) war ein britischer Konteradmiral und Politiker.

## Leben
George Dundas wurde am 8. November 1778 als elftes Kind und fünfter Sohn von Thomas Dundas, 1. Baron Dundas und dessen Ehefrau Charlotte geboren. Zu seinen Geschwistern zählen Lawrence Dundas, 1. Earl of Zetland, Charles Lawrence Dundas, William Lawrence Dundas und Robert Lawrence Dundas. Dundas verstarb am 7. Oktober 1834.

## Militärischer Werdegang
Dundas schloss sich der Royal Navy an. 1797 stand er im Rang eines Lieutenant. 1800 stieg er zum Commander und 1801 zum Captain auf. Nach mehreren Dienstjahren im Mittelmeer kehrte Dundas 1801 nach England zurück. 1815 zog sich Dundas aus dem aktiven Militärdienst zurück und wurde im selben Jahr als Companions des Order of the Bath ausgezeichnet. 1830 wurde er in den Rang eines Rear-Admiral befördert. In seinem Todesjahr 1834 wurde er zum Ersten Seelord ernannt. Dundas übte dieses Amt bis zu seinem Tode aus.

## Politischer Werdegang
Dundas schloss sich den Whigs an. Bei den Unterhauswahlen 1802 kandidierte Dundas im Wahlkreis Richmond (Yorks), für den zuvor auch schon sein Bruder Lawrence ein Unterhausmandat besaß. Neben seinem Parteikollegen Arthur Shakespeare wurde Dundas als einer von zwei Abgeordneten des Wahlkreises in das Unterhaus gewählt. Zu den folgenden Wahlen 1806 stellte Dundas seinen Sitz zugunsten seines Bruders Charles Lawrence zur Verfügung, der das Mandat errang und im Amt verstarb. Nachdem sein Bruder Lawrence durch Nachwahlen zwischenzeitlich das Mandat des Wahlkreises innegehabt hatte, wurde Dundas bei den Wahlen im Januar 1812 abermals für Richmond (Yorks) in das Unterhaus gewählt. Zu den Wahlen im Oktober desselben Jahres trat er nicht mehr an.
Zur Vertretung der Familieninteressen auf den Orkneyinseln kandidierte Dundas bei den Unterhauswahlen 1818 im Wahlkreis Orkney and Shetland. Er trat dabei gegen den amtierenden Richard Honyman, 2. Baronet an und errang das Mandat mit 19:12 Stimmen. Zu den Unterhauswahlen 1820 trat Dundas nicht an. Stattdessen gewann John Balfour, der den Wahlkreis bereits in den 1790er Jahren vertreten hatte, die Abstimmung gegen Honyman. Im Jahre 1825 kündigte Dundas an, zu den Unterhauswahlen im folgenden Jahr wieder zur Verfügung zu stehen. Dies löste umfangreiche taktische Manöver zur Vereinigung der verschiedenen Interessenströme auf den Inselgruppen aus. Zuletzt trat Dundas ohne Gegenkandidat an und zog ein weiteres Mal in das Unterhaus ein. Zum Ende der Wahlperiode schied er endgültig aus dem Parlament aus. Sein Nachfolger in Orkney and Shetland wurde George Traill.